# Valsa salicina
Valsa salicina är en svampart som först beskrevs av Christiaan Hendrik Persoon, och fick sitt nu gällande namn av Elias Fries 1849. Valsa salicina ingår i släktet Valsa och familjen Valsaceae.  Arten är reproducerande i Sverige. Inga underarter finns listade i Catalogue of Life.